# Xenocatantops
Xenocatantops es un género de saltamontes de la subfamilia Catantopinae, familia Acrididae, y está asignado a la tribu Catantopini. Este género se encuentra en África, India, China, Indochina y Malasia.

## Especies
Las siguientes especies pertenecen al género Xenocatantops:
- Xenocatantops acanthraus Zheng, Li & Wang, 2004
- Xenocatantops areolatus (Bolívar, 1908)
- Xenocatantops brachycerus (Willemse, 1932)
- Xenocatantops dirshi Willemse, 1968
- Xenocatantops henryi (Bolívar, 1917)
- Xenocatantops humilis (Serville, 1838)
- Xenocatantops jagabandhui Bhowmik, 1986
- Xenocatantops karnyi (Kirby, 1910)
- Xenocatantops liaoningensis Lu, Wang & Ren, 2013
- Xenocatantops longpennis Cao & Yin, 2007
- Xenocatantops luteitibia Zheng & Jiang, 2002
- Xenocatantops parazernyi Jago, 1982
- Xenocatantops sauteri (Ramme, 1941)
- Xenocatantops taiwanensis Cao & Yin, 2007
- Xenocatantops zernyi (Ramme, 1929)